# Suite pour violoncelle no 3 de Britten
Pour les articles homonymes, voir Suite pour violoncelle.
La Suite pour violoncelle no 3 en ut mineur op. 87, composée par Benjamin Britten en 1971, est la troisième des trois suites pour violoncelle seul du compositeur britannique.

## Historique
Comme les deux précédentes suites pour violoncelle, Britten compose la troisième pour Mstislav Rostropovitch à l'hiver 1971. Ce dernier la crée le 21 décembre 1974 à Snape Maltings lors du Festival d'Aldeburgh. Cependant, il ne l'a jamais enregistrée.

## Structure
Cette suite est inspirée de quatre airs populaires russes dont trois ont été utilisés par Tchaïkovski, le quatrième étant un Kontakion liturgique (messe des défunts) présent dans l'introduction. Cette suite est souvent assimilée à un « journal intime » de Britten.
1. Introduzione : Lento
2. Marcia : Allegro
3. Canto : Con moto
4. Barcarola : Lento
5. Dialogo : Allegretto
6. Fuga : Andante espressivo
7. Recitativo : Fantastico
8. Moto perpetuo : Presto
9. Passacaglia : Lento solenne

## Discographie sélective
- Suites pour violoncelle seul, par Jean-Guihen Queyras, Harmonia Mundi, Les Nouveaux Interprètes, 1998.
- Suites pour violoncelle seul, par Truls Mørk, Virgin Classics, 2000.